# Joe Pistone

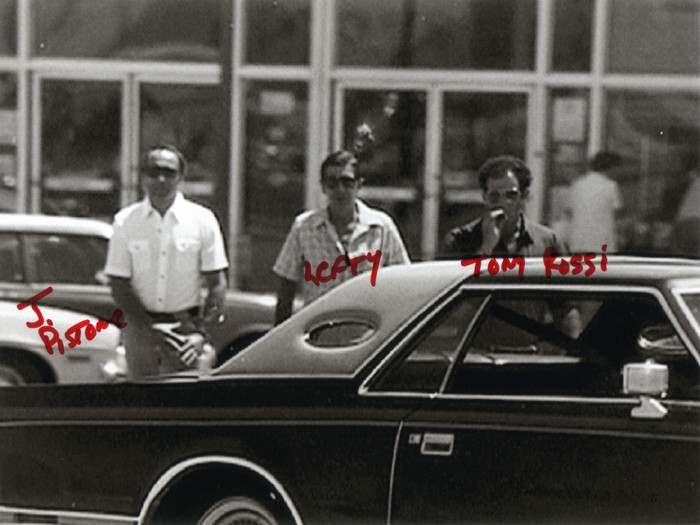
Joe Pistone, Benjamin "Lefty" Ruggiero, Tony Rossi.

Joseph Dominick "Joe" Pistone (alias Donnie Brasco), född 17 september 1939 i Erie, Pennsylvania är en före detta amerikansk FBI-agent som under sex års tid infiltrerade maffiafamiljerna Bonanno och delvis Colombo i New York, USA. Han räknas som en av de bästa FBI agenterna någonsin. Pistone har berättat att han skulle bli en medlem av Bonannofamiljen, en så kallad "made man", om han hade mördat maffialedaren Phillip Giaccone i december 1981. Mordplanerna avbröts men Pistone kontrakterades senare att mörda Alphonse Indelicatos son Anthony Indelicato. Pistone blev FBI-agent 1969, sju år innan han gick under täckmantel.
Joseph Pistone föddes i Erie, Pennsylvania och växte upp i Paterson, New Jersey. Han jobbade bland annat som lärare och gick ut college med någorlunda bra betyg år 1965. År 1969 blev han en FBI agent.
Pistone blev utvald att jobba under täckmantel inom den italienska maffian på grund av sitt sicilianska ursprung. Operationen Donnie Brasco varade från 1976–1981.
I filmen Donnie Brasco från 1997 spelas Joe Pistone av Johnny Depp.